# Simon Patten

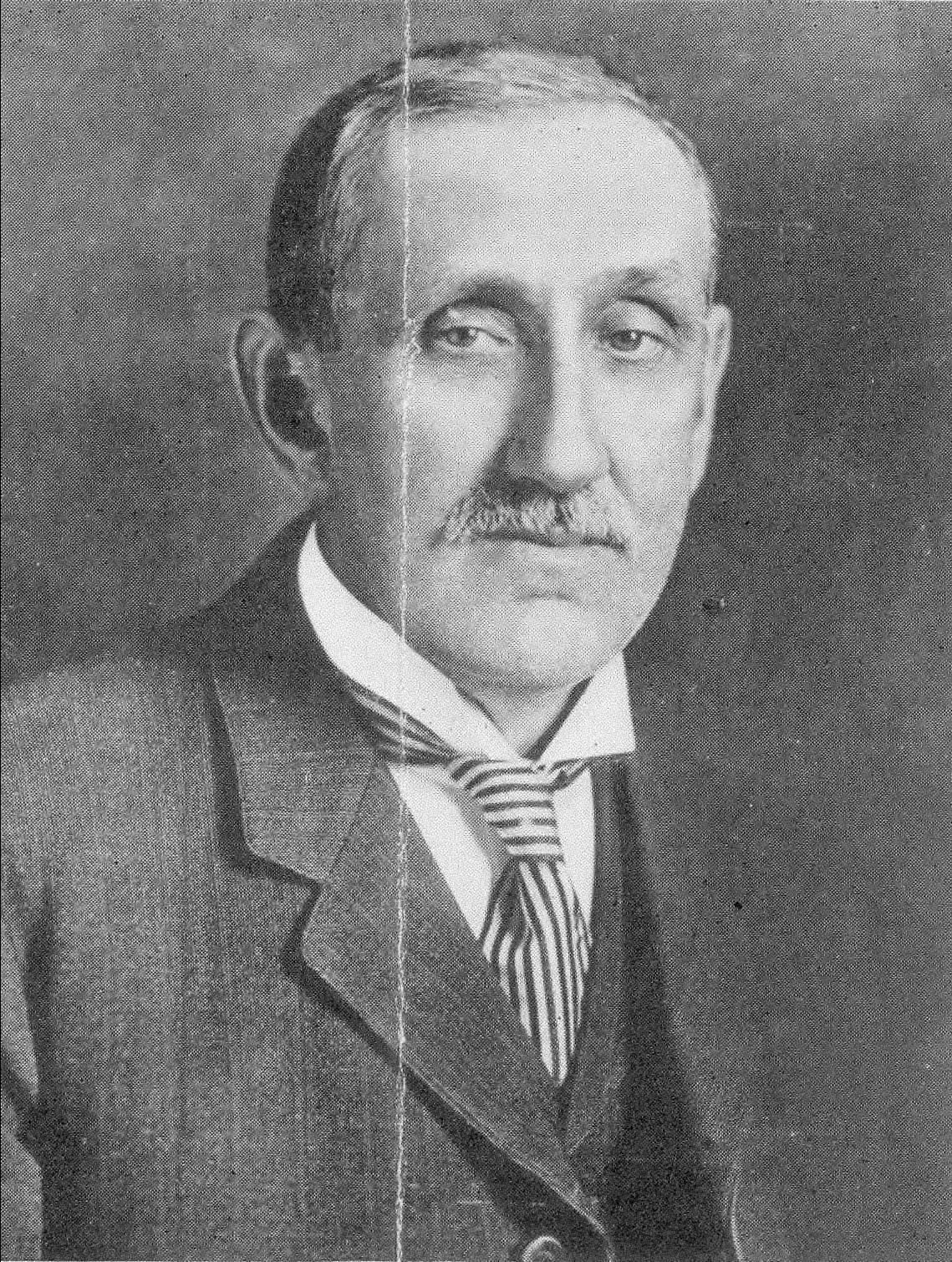
Simon Patten

Simon Nelson Patten, född 1852, död 1922, var en amerikansk sociolog.
Efter studier i bland annat Halle var Patten professor i statsvetenskap vid Pennsylvania University i Philadelphia 1888-1927. Han stod under påverkan av den liberala ekonomin men ansåg, att ekonomiska lagar är tids- och rumstbestämda, och att några eviga sanningar därför inte kunde deduceras. Patten ansåg även, att samhället var på väg in i en period då överflödet, och inte knappheten var den bestämmande faktorn. Konsumtionen borde därför noggrant studeras. Bland hans många arbeten märks The premises of political economy (1885), The consumption of wealth (1889, 2:a upplagan 1901), The teory of dynamic economics (1892), The development of English thought (1899, 3:e upplagan 1910) samt The new basis of civilisation (1907, 8:e upplagan 1921).